# Widdringtonia schwarzii
Widdringtonia schwarzii är en cypressväxtart som först beskrevs av Hermann Wilhelm Rudolf Marloth, och fick sitt nu gällande namn av Maxwell Tylden Masters. Widdringtonia schwarzii ingår i släktet Widdringtonia och familjen cypressväxter. IUCN kategoriserar arten globalt som sårbar. Inga underarter finns listade i Catalogue of Life.